# Ignatius von Senestrey
Ignatius Senestrey, après 1858 von Senestrey, né le 13 juillet 1818 à Bärnau et mort le 16 août 1906 à Ratisbonne, est un prélat allemand qui fut de 1858 à 1906 évêque de Ratisbonne en Bavière.

## Biographie

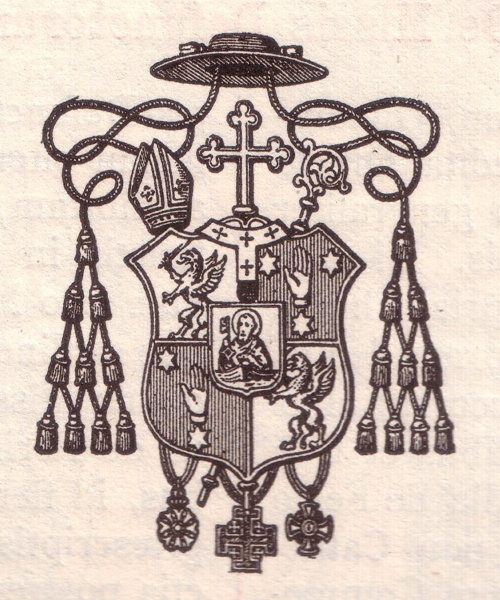
Blason épiscopal de Mgr von Senestrey.

Ignatius von Senestrey étudie au Collegium Germanicum et est ordonné prêtre le 19 mars 1842. En 1858, il est nommé par le pape Pie IX évêque de Ratisbonne. La consécration épiscopale lui est conférée le 2 mai 1858 par le cardinal Chigi.
Senestrey faisait partie des évêques fidèles au pape, ce qui provoqua des protestations parmi les politiques allemands. Pendant le Concile Vatican I, il défendit l'infaillibilité pontificale. La nomination de Senestrey au siège de Ratisbonne ne fut pas accueillie avec enthousiasme, en particulier par le chapitre de la cathédrale. On espérait que leur propre candidat, Johann Baptist Lemberger, serait nommé évêque par le roi de Bavière Maximilien II. La déception à la fois dans le camp libéral et dans le camp conservateur fut grande lorsque la nomination à Ratisbonne fut connue le 27 janvier 1858. Les conservateurs accusèrent Senestrey de trop de nationalisme bavarois, tandis que les libéraux ne voyaient en lui que l'élève des Jésuites. Les évêques étaient également divisés au sein de l'épiscopat bavarois. C'est dans ce contexte que Senestrey est officiellement intronisé le 2 mai par le nonce, en signe d'appréciation du Saint-Siège. À ce moment-là, Senestrey fait du publiciste Willibald Apollinar Maier son secrétaire.
Peu de temps après, il y eut un premier affrontement entre le chapitre de la cathédrale et l'évêque. En effet, les chanoines avaient présenté à Senestrey une « facture » pour les célébrations, qui, selon les habitudes, exigeait que le nouvel évêque prenne en charge les dépenses. Mais Senestrey refusa de payer les dépenses.
Peu de temps après avoir repris les affaires officielles, l'évêque a non seulement déménagé ses appartements dans l'ancienne abbaye aux Dames de Niedermünster, mais a également lancé les travaux de construction de la cathédrale. Il voulait faire terminer les deux tours. Cela s'est produit de 1859 à 1869 et a donné à la façade Ouest de la cathédrale de Ratisbonne son aspect actuel.
Senestrey a réussi à ouvrir le grand séminaire de Ratisbonne dans les locaux de l'abbaye Saint-Jacques-des-Écossais, qui, grâce à son statut extraterritorial, avait survécu à la dissolution des monastères par le recès d'Empire de 1803 et après le transfert de Ratisbonne au nouveau royaume de Bavière en 1810. En 1862, le pape Pie IX, à la demande de Mgr von Senestrey, le dissout « par manque de personnel » et le fit transférer au diocèse de Ratisbonne. Après des rénovations entre 1866 et 1872, le séminaire diocésain s'y installa. Mgr von Senestrey choisit l'église Saint-Jacques pour accueillir sa sépulture.
Il s'oppose à une prétendue guérison miraculeuse survenue au village de Mettenbuch au printemps 1877,. On lui reprocha aussi de s'être laissé influencer par la « mystique » Louise Beck qui mourut en 1879.
Mgr von Senestrey s'opposa constamment à la théologie de son prédecesseur Mgr Johann Michael Sailer, mais il ne parvint pas à faire condamner ses thèses.

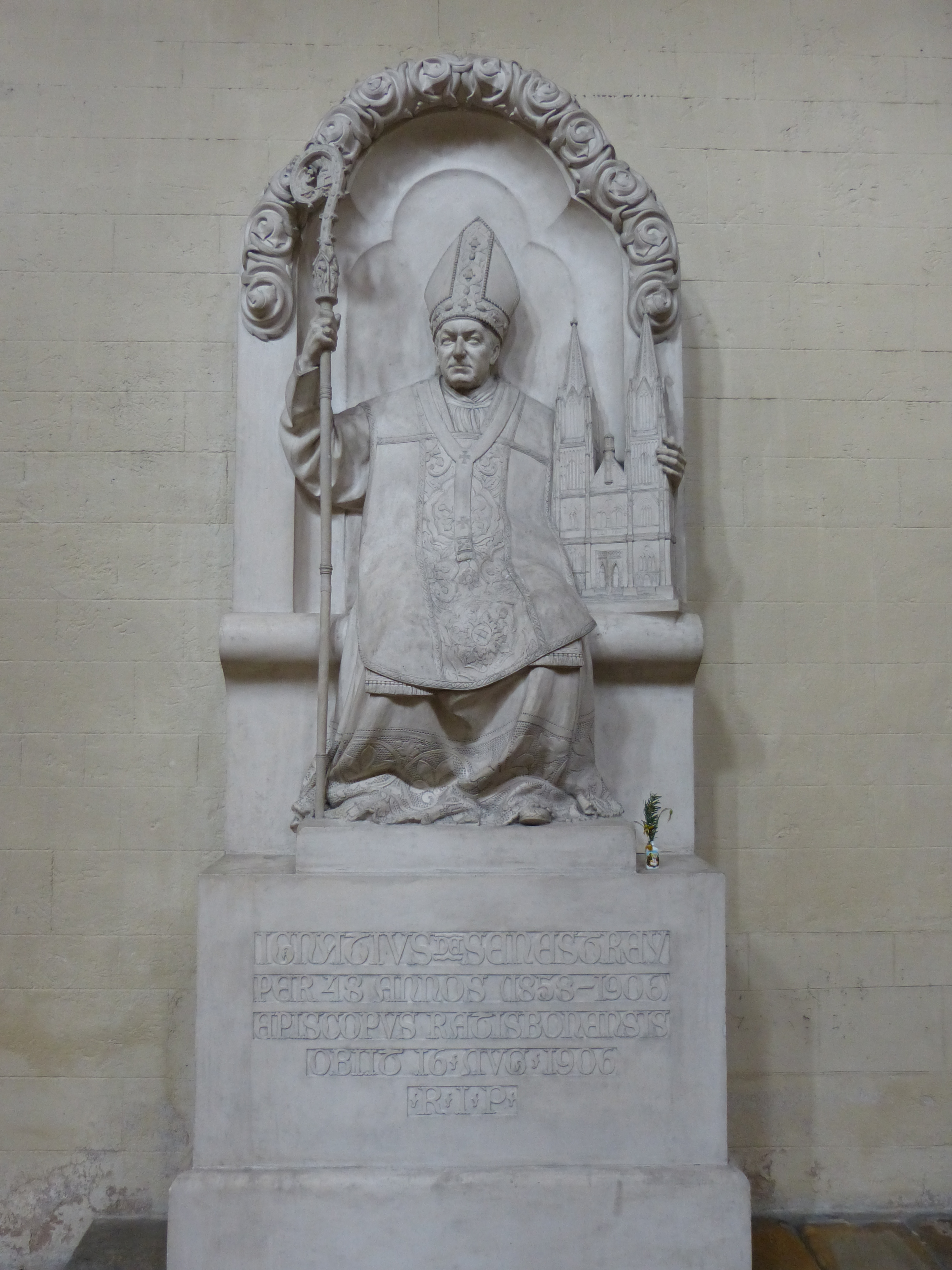
Tombe de Mgr von Senestrey en l'église Saint-Jacques de Ratisbonne.

À la fin du XIXe siècle, le pape lui décerna personnellement le titre d'archevêque ad personam et lui conféra le pallium.
Anton von Henle lui succède.